# Pinguicula balcanica
Pinguicula balcanica este o specie de plante carnivore din genul Pinguicula, familia Lentibulariaceae, ordinul Lamiales.

## Subspecii
Această specie cuprinde următoarele subspecii:
- P. b. balcanica
- P. b. pontica
- P. b. tenuilaciniata